# Póros (Imathie)
Pour les articles homonymes, voir Poros (homonymie).
Póros (grec moderne : Πόρος) est une localité située dans le dème de Véria, dans le district régional d'Imathie, dans la periphérie de Macédoine-Centrale, en Grèce.
Selon le recensement de 2011, elle compte 9 habitants.